# Петровский сельский округ (Шатурский район)
Петровский сельский округ — упразднённая административно-территориальная единица, существовавшая на территории Шатурского района Московской области в 1994—2006 годах.
Административным центром было село Петровское.

## История

### 1918—1994 годы. Петровский сельсовет
В 1923 году Петровский сельсовет находился в составе Красновской волости Егорьевского уезда Московской губернии.
В 1925 году в состав Петровского сельсовета вошла территория упразднённого Митинского сельсовета. Таким образом, к началу 1926 года в составе сельсовета находились деревни Левошево, Митинская и село Петровское.
В 1926 году из Петровского сельсовета выделен Митинский сельсовет, однако в ходе реформы административно-территориального деления СССР в 1929 году Митинский сельсовет вновь присоединён к Петровскому, который вошёл в состав Шатурского района Орехово-Зуевского округа Московской области. В 1930 году округа были упразднены.
В июле 1933 года Петровский сельсовет был передан из упразднённого Шатурского района в административное подчинение Шатурскому горсовету, одновременно был вновь выделен Митинский сельсовет.
В 1951 году в Петровский сельсовет включена территория упразднённого Митинского сельсовета. В 1954 году в состав сельсовета вошла территория упразднённых Слободского и Поздняковского сельсоветов.
11 октября 1956 года сельсовет передан вновь образованному Шатурскому району.
В 1959 году в Петровский сельсовет переданы деревни Филисово, Андреевские Выселки, Кобелёво, Кузнецово упразднённого Филисовского сельсовета.
В конце 1962 года в ходе реформы административно-территориального деления Шатурский район был упразднён, а его сельская территория (сельсоветы) включена в состав вновь образованного Егорьевского укрупнённого сельского района.
11 января 1965 года Егорьевский укрупненный сельский район был расформирован, а на его месте были восстановлены Егорьевский и Шатурский районы. Петровский сельсовет вновь вошёл в состав Шатурского района.

### Петровский сельский округ
В 1994 году в соответствии с новым положением о местном самоуправлении в Московской области Петровский сельсовет был преобразован в Петровский сельский округ.
В 1999 году в состав Петровского сельского округа входило 11 населённых пунктов: деревни Андреевские Выселки, Кобелёво, Кузнецово, Левошево, Митинская, Поздняки, Слобода, Тархановская, Филисово, село Петровское и посёлок МОИКа.
В 2001 году упразднён и снят с учёта посёлок МОИКа.
В сентябре 2004 года посёлки Тархановка, 12 посёлок, 18 посёлок, 19 посёлок и 21 посёлок, находившиеся в административном подчинении рабочему посёлку Шатурторф, включены в состав Петровского сельского округа.
В декабре 2004 года рабочий посёлок Шатурторф был преобразован в посёлок Шатурторф и включён в состав Петровского сельского округа.
В 2005 году населённые пункты Петровского сельского округа вошли в состав городского поселения Шатура.
29 ноября 2006 года Петровский сельский округ исключён из учётных данных административно-территориальных и территориальных единиц Московской области.